# يوهانس مولر (سياسي)
يوهانس مولر (بالألمانية: Johannes Müller)‏ هو سياسي ألماني، ولد في 10 يوليو 1880 في مرسيبورغ في ألمانيا، وتوفي في 19 أبريل 1964 في ماربورغ في ألمانيا. حزبياً، نشط في الاتحاد الديمقراطي المسيحي. وقد انتخب عمدة.